# Inferno sotto zero
Inferno sotto zero (Hell Below Zero) è un film in Technicolor del 1954 diretto da Mark Robson.
È ispirato al romanzo Prigionieri nell'Antartide (The white South) scritto nel 1949 da Hammond Innes.
Fu presentato nelle sale nazionali assieme al documentario Al Filò di Florestano Vancini.